# InfraRecorder
 (septembre 2012).
InfraRecorder est un logiciel libre de gravure de CD et de DVD utilisable sous plusieurs systèmes d'exploitation Microsoft Windows. Il s'agit d'une interface graphique sous Windows pour CdRecord.

## Possibilités
(septembre 2012).
InfraRecorder offre de nombreuses possibilités, accessibles grâce à une interface graphique. Il supporte tous les types de CD et DVD (y compris double-couche) et permet notamment les opérations suivantes :
- détection matérielle des bus SCSI/IDE et recherche de leurs possibilités ;
- affichage des informations concernant le disque ;
- création d'image disque ;
- copie de disque, à la volée ou en utilisant une image disque temporaire ;
- effacement des CD-RW et DVD-RW selon différentes méthodes ;
- gravure d'image disque ISO et BIN/CUE ;
- gravure de disques de données ou de CD audio ;
- gestion des données de session des disques multi-session ;
- sauvegarde des pistes audio en fichiers (.wav, .wma, .ogg, .mp3 ou .iso) ;
- verrouillage des disques afin d'empêcher l'ajout de données.

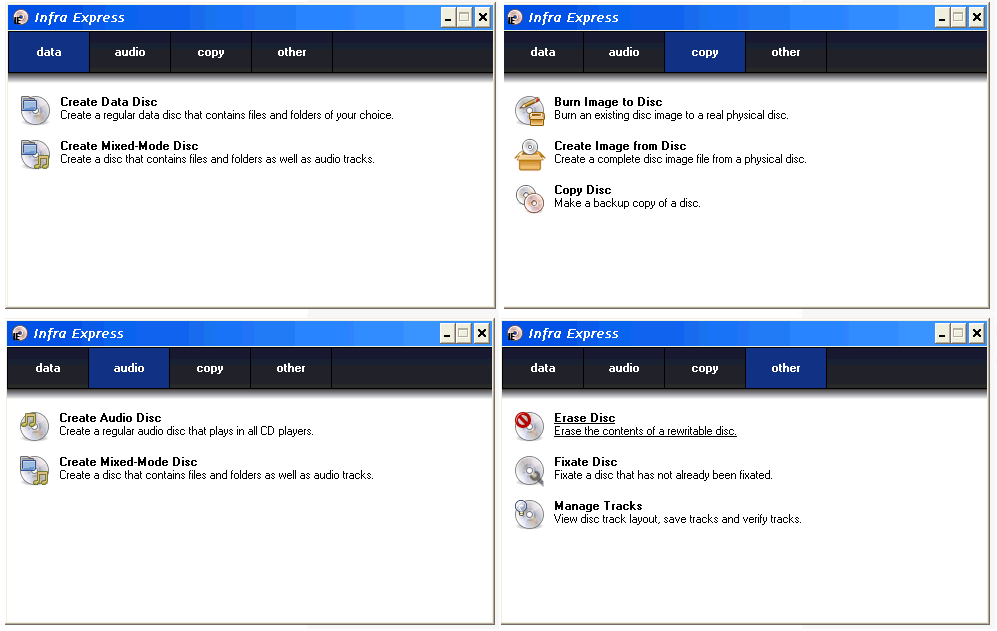
Infra Express (les quatre menus)

Il inclut une application allégée, appelée Infra Express, qui permet d'accéder très rapidement aux opérations les plus courantes grâce à quatre menus simplifiés : 
- création d'image disque ;
- copie de disque ;
- gravure de disque de données ou de CDA ;
- effacement de disque et gestion des pistes.

## Performances
Les performances d'InfraRecorder sont très bonnes :
- effacement complet d'un CD-RW de 700 Mo à vitesse maximale : 8 min 7 s (Nero : 8 min 23 s) ;
- gravure d'une image Iso de 696 Mo (Knoppix CD 5.1.1) : 8 min 15 s (Nero : 8 min 24 s).

## Versions
Il existe une version Unicode, fonctionnant avec la famille Windows NT, une version ANSI, destinée à la famille Windows 9x et une version x64, destinée aux Windows 64 bits.
On peut le télécharger sous deux formes :
- Programme d'installation pour Windows 64 bits (2,33 Mo), Windows 2000/XP (2,29 Mo) ou Windows 9x/ME (1,96 Mo).
- Archive Zip pour Windows 64 bits (2,56 Mo), Windows 2000/XP (2,92 Mo) ou Windows 9x/ME (2,57 Mo). Avec celui-ci, aucune installation n'est nécessaire.

## Langues
En février 2007, ce logiciel est déjà disponible en une vingtaine de langues : allemand, anglais, bosniaque, chinois, croate, espagnol, français, italien, lituanien, néerlandais, polonais, portugais, russe, slovène, suédois, tchèque, turc, ukrainien.